# Dottergelbe Scheiben-Lorchel
Die Dottergelbe Scheiben-Lorchel (Discina leucoxantha, Syn. Gyromitra leucoxantha) ist eine Pilzart aus der Familie der Giftlorchelverwandten. Der in Gebirgsnadelwäldern wachsende Pilz bildet becherlingsartige bis flach ausgebreitete Fruchtkörper.

## Merkmale

### Makroskopische Merkmale
Die im Jugendstadium scheiben- bis tellerförmigen Fruchtkörper breiten sich bei der Reife flach aus und liegen dann dem Boden an, wobei die Ränder leicht nach oben aufgestülpt sind. Die Oberfläche ist zunächst kahl und glatt, später erscheint sie runzelig und zartflaumig. Die Fruchtkörper erreichen eine Breite von 2 bis 6 cm und eine Höhe von 1 bis 2 cm. Die unebene, runzlige und wellig verbogene Fruchtschicht mit unregelmäßig ausgebuchtetem und welligem Rand ist ocker- bis dottergelb gefärbt. Die Außenseite erscheint weißlich bis cremefarben und geht in den kurzen Stiel über. Dieser ist nur 0,2–0,3 cm lang, dick und in den Boden eingesenkt. Die Oberfläche des Stiels ist mitunter grubig und bei älteren Exemplaren etwas gefurcht. Das wachsartige Fleisch ist weißlich gefärbt, wohlschmeckend und besitzt keinen spezifischen Geruch. Im Schnitt erscheint es zweischichtig.

### Mikroskopische Merkmale
Die Fruchtschicht (Hymenium) befindet sich auf der Oberfläche des Fruchtkörpers. Die Sporen sind elliptisch, besitzen an den Enden zweispitzige Anhängsel und messen ohne diese 28–32,5 × 14–16 µm. Sie sind durchsichtig (hyalin) und besitzen im Inneren einen großen Öltropfen. Ihre Oberfläche ist fein punktiert und schwach netzig ornamentiert. In den 280 × 17 µm großen Schläuchen (Asci) befinden sich jeweils acht Sporen. Die Paraphysen mit körnigem Inhalt sind zylindrisch und an der Spitze leicht keulig verdickt.

## Artabgrenzung
Die Dottergelbe Scheiben-Lorchel kann mikroskopisch von eventuell ähnlichen Arten anhand ihrer Sporen unterschieden werden.

## Ökologie und Phänologie
Die Dottergelbe Scheiben-Lorchel kommt als Saprobiont zerstreut in Nadelwäldern unter Lärchen vorzugsweise im Hochgebirge vor. Im Flach- und Hügelland ist die Art selten.
Die Fruchtkörper werden im Frühling kurz nach der Schneeschmelze im Gebirge von April bis Mai gebildet.

## Bedeutung
Die Art enthält das Pilzgift Gyromitrin, allerdings in recht geringer Menge (in einem getesteten Exemplar wurden 55 mg/kg Trockengewicht nachgewiesen). Sie könnte das Gyromitra-Syndrom auslösen und sollte daher nicht gegessen werden.